# Der Schiffsarzt
Der Schiffsarzt ist eine deutsche Fernsehserie des Regisseurs Oliver Liliensiek mit Moritz Otto in der Titelrolle und Anna Puck als Kapitänin Henriette Mosbach. Als Headautorin fungierte Brigitte Müller. Auf RTL+ wurde die Serie am 2. Juni 2022 veröffentlicht, die Erstausstrahlung auf RTL erfolgte am 20. und 27. September 2022 im Hauptabendprogramm.

## Handlung
Dr. Eric Leonhard ist ein erfahrener Notfallmediziner und Chirurg, der auf einem Kreuzfahrtschiff anheuert. Einige Monate davor verschwand seine schwangere Frau Sarah spurlos, nachdem sie zu ihrer Schwester hatte fahren wollen, wo sie allerdings nie ankam. Die Polizei ermittelte erfolglos.
Leonhard ist davon überzeugt, dass seine Frau noch am Leben ist und das gemeinsame Kind mittlerweile geboren wurde. Daher begann er, auf eigene Faust zu ermitteln. Im Zuge der Recherche tauchte ein Foto auf, das seine Frau an Bord eines Kreuzfahrtschiffes zeigt.
Den anderen Crew-Mitgliedern traut er nicht, weil diese in den Fall verwickelt sein könnten. Als Mediziner, der für die Versorgung der Urlauber an Bord zuständig ist, wird er zwar aufgrund seiner Kompetenz geschätzt, bei den restlichen Crew-Mitgliedern sorgt jedoch seine Unnahbarkeit für Verwunderung.

## Besetzung
| Schauspieler        | Rollenname                      | Episoden | Anmerkungen                                                   |
| ------------------- | ------------------------------- | -------- | ------------------------------------------------------------- |
| Moritz Otto         | Dr. Eric Petersen geb. Leonhard | 1–6      | Schiffsarzt, Ehemann von Sarah                                |
| Anna Puck           | Henriette Mosbach               | 1–6      | Kapitänin, Ex-Ehefrau von Michael, Mutter von Lisa            |
| Frédéric Brossier   | Joshua Bender                   | 1–6      | Barmann                                                       |
| Eva Löser           | Emma Seifert                    | 1–6      | Krankenschwester                                              |
| Isabelle Geiss      | Marlene Landwehr                | 1–6      | Krankenschwester                                              |
| Sylta Fee Wegmann   | Sarah Petersen                  | 1–6      | Ehefrau von Eric                                              |
| Martha Haberland    | Lisa Mosbach                    | 1–6      | Tochter von Henriette und Michael                             |
| Patrick Heinrich    | Karl Hesse                      | 1–5      | Privatdetektiv                                                |
| Kai Albrecht        | Michael Mosbach                 | 1–2, 5–6 | Ehemann von Jasimin, Ex-Ehemann von Henriette, Vater von Lisa |
| Xiduo Zhao          | Jasille Vargas                  | 1–2, 5   | Kellner                                                       |
| Usha Rani           | Jasimin                         | 1–2      | Ehefrau von Michael                                           |
| Nick Dong-Sik       | Liem Phan                       | 1, 4–5   | Offizier                                                      |
| Philipp Christopher | Pablo Ruiz                      | 2–5      | Sicherheitsoffizier                                           |
| Jan Liem            | Dodong Silva                    | 2, 5     | Koch                                                          |
| Ekaterina Leonova   | Darya Petrova                   | 2, 6     | Choreografin                                                  |

## Episodenliste
| Nr. (ges.) | Nr. (St.) | Originaltitel       | Erstausstrahlung D | Regie             | Drehbuch        | Onlinepremiere |
| ---------- | --------- | ------------------- | ------------------ | ----------------- | --------------- | -------------- |
| 1          | 1         | Auf der Suche       | 20. Sept. 2022     | Oliver Liliensiek | Brigitte Müller | 2. Juni 2022   |
| 2          | 2         | Erinnerungen        | 20. Sept. 2022     | Oliver Liliensiek | Brigitte Müller | 2. Juni 2022   |
| 3          | 3         | Gegen das Vergessen | 20. Sept. 2022     | Oliver Liliensiek | Brigitte Müller | 2. Juni 2022   |
| 4          | 4         | Das verlorene Kind  | 27. Sept. 2022     | Oliver Liliensiek | Simon X. Rost   | 2. Juni 2022   |
| 5          | 5         | Familienglück       | 27. Sept. 2022     | Oliver Liliensiek | Brigitte Müller | 2. Juni 2022   |
| 6          | 6         | Neue Erkenntnisse   | 27. Sept. 2022     | Oliver Liliensiek | Brigitte Müller | 2. Juni 2022   |

## Produktion und Hintergrund

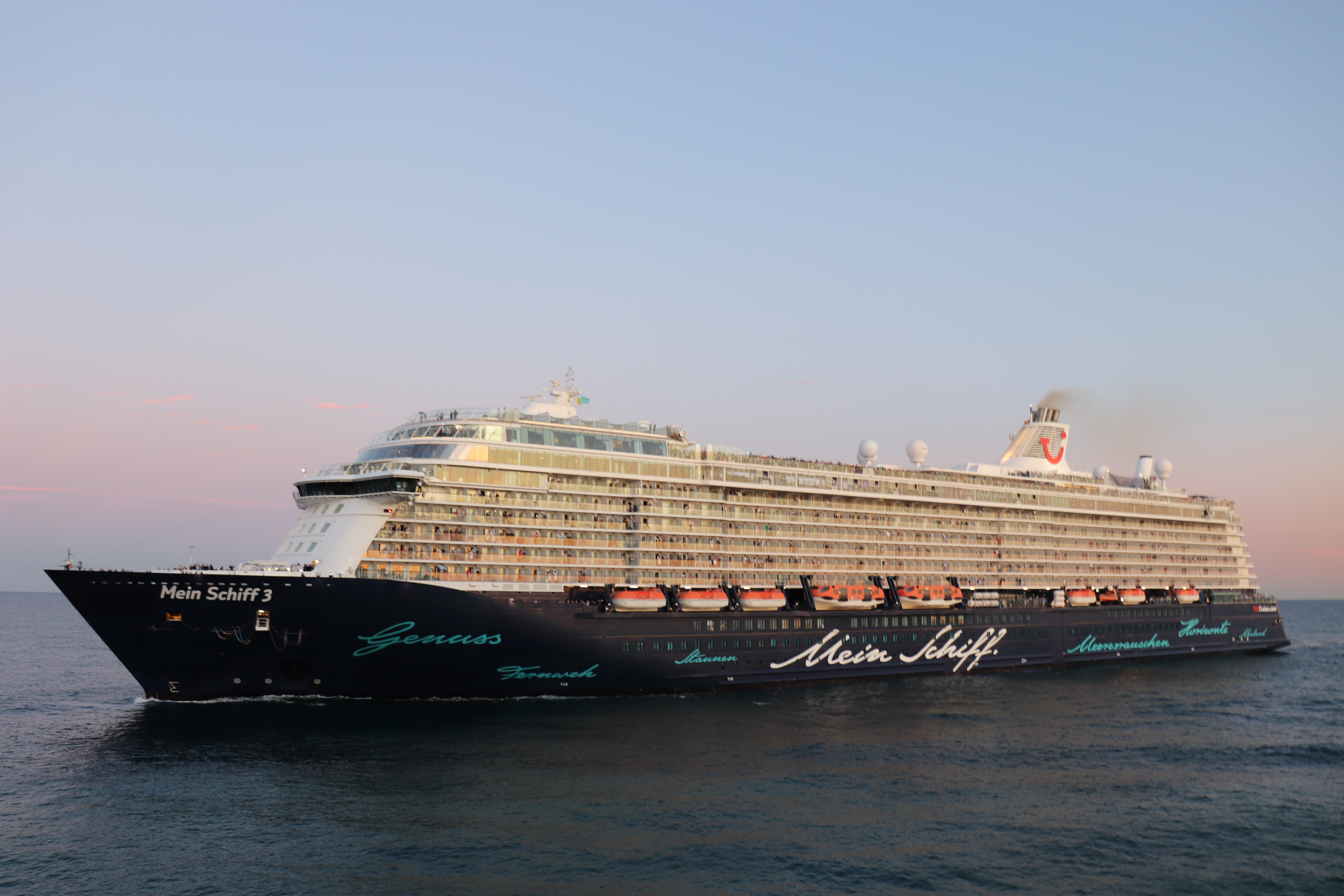
Hauptdrehort: Die Mein Schiff 3

Die Dreharbeiten zu den ersten sechs Folgen fanden vom 20. September bis zum 15. Dezember 2021 statt. Gedreht wurde in Berlin und Spanien sowie auf der Mein Schiff 3. Auf dem  Kreuzfahrtschiff der Reederei TUI Cruises wurde bei laufendem Publikumsbetrieb gedreht, daher wurde das Bordhospital in Berlin nachgebaut. Die restlichen Szenen entstanden an Bord.
Die Serie wurde von der UFA Fiction im Auftrag von RTL und RTL+ produziert. Die Kamera führte Jochen Braune. Für das Szenenbild zeichnete Thomas Franz verantwortlich und für das Kostümbild Manuela Nierzwicki.
Im April 2023 wurde bekannt, dass RTL keine Fortsetzung plane.

## Rezeption
Fabian Kurtz vergab auf Fernsehserien.de einen von fünf Sternen. Die Serie sei schablonenhaft und vermische die fade Spannung eines Sebastian-Fitzek-Romans mit der Blümchenästhetik des Traumschiffs. Auch die Darsteller würden allesamt Opfer dieses bodenlosen Fasses und lieferten peinliche, uninspirierte Leistungen ab.
Andrea Diener meinte in der Frankfurter Allgemeinen Zeitung, dass den Seher herzzerreißende Storys um Leben und Tod sowie ausgemacht hölzerne Dialoge und Schauspieler erwarten. Aufgrund spektakulärer Drohnenflüge ums Schiff und über kanarische Inseln sei die Serie die beste Dauerwerbesendung, die man sich als covidgebeutelter Tourismusanbieter wünschen könne.
Manuel Weis von DWDL.de-Serienkritik titelte: Der Schiffsarzt": Die Sachsenklinik kann jetzt schwimmen und schrieb: „So bleibt Der Schiffsarzt eine von einem starken Moritz Otto getragene Serie, die nicht so recht weiß, was sie will. Eine Serie mit hohem Schauwert, die besticht durch starke Luftaufnahmen, von denen sich selbst der ZDF-Klassiker noch eine kleine Scheibe abschneiden kann.“
Elisa Eberle urteilte auf Prisma.de: „‚Der Schiffsarzt‘ ist eine spannende Serie, die von überraschenden Wendungen und vielschichtigen Figuren lebt: Jede und jeder an Bord, so scheint es, hat ein eigenes Päckchen zu tragen. Selbst die meist taffe, misstrauische Kapitänin (Anna Puck) zeigt in unbeobachteten Momenten, beim Videotelefonat mit ihrer minderjährigen Tochter ihre verletzliche Seite. Hinzukommen zahlreiche traumhafte Mittelmeer-Kulissen, wie man sie auch aus anderen Schiffsserien wie etwa dem ZDF-Dauerbrenner ‚Das Traumschiff‘ kennt.“
Quote
Die erste Folge erreichte bei Erstausstrahlung am 20. September 2022 auf RTL 2,28 Millionen Zuseher, der Marktanteil betrug 8,5 Prozent. Am 27. September 2022 verfolgten die Serie 2,30 Millionen Zuseher, bei einem Marktanteil von 8,5 Prozent.